# Communauté de communes de la Région de Guebwiller
Die Communauté de communes de la Région de Guebwiller ist ein französischer Gemeindeverband mit der Rechtsform einer Communauté de communes im Département Haut-Rhin in der Region Grand Est. Sie wurde am 29. November 2000 gegründet und umfasst 19 Gemeinden. Der Verwaltungssitz  befindet sich im Ort Guebwiller.

## Mitgliedsgemeinden
| Gemeinde                                          | Einwohner 1. Januar 2022 | Fläche km² | Dichte Einw./km² | Code INSEE | Postleitzahl |
| ------------------------------------------------- | ------------------------ | ---------- | ---------------- | ---------- | ------------ |
| Bergholtz                                         | 1.073                    | 4,24       | 253              | 68029      | 68500        |
| Bergholtzzell                                     | 390                      | 2,29       | 170              | 68030      | 68500        |
| Buhl                                              | 3.122                    | 8,80       | 355              | 68058      | 68530        |
| Guebwiller                                        | 11.090                   | 9,68       | 1.146            | 68112      | 68500        |
| Hartmannswiller                                   | 666                      | 4,78       | 139              | 68122      | 68500        |
| Issenheim                                         | 3.534                    | 8,18       | 432              | 68156      | 68500        |
| Jungholtz                                         | 900                      | 4,00       | 225              | 68159      | 68500        |
| Lautenbach                                        | 1.510                    | 13,02      | 116              | 68177      | 68610        |
| Lautenbachzell                                    | 963                      | 23,14      | 42               | 68178      | 68610        |
| Linthal                                           | 588                      | 20,84      | 28               | 68188      | 68610        |
| Merxheim                                          | 1.341                    | 9,10       | 147              | 68203      | 68500        |
| Murbach                                           | 165                      | 6,66       | 25               | 68229      | 68530        |
| Orschwihr                                         | 1.021                    | 7,09       | 144              | 68250      | 68500        |
| Raedersheim                                       | 1.154                    | 5,69       | 203              | 68260      | 68190        |
| Rimbach-près-Guebwiller                           | 211                      | 4,84       | 44               | 68274      | 68500        |
| Rimbachzell                                       | 190                      | 1,79       | 106              | 68276      | 68500        |
| Soultz-Haut-Rhin                                  | 7.019                    | 29,56      | 237              | 68315      | 68360        |
| Soultzmatt                                        | 2.466                    | 19,57      | 126              | 68318      | 68570        |
| Wuenheim                                          | 769                      | 6,17       | 125              | 68381      | 68500        |
| Communauté de communes de la Région de Guebwiller | 38.172                   | 189,44     | 201              | –          | –            |